# 커민스 (기업)
커민스(Cummins)는 엔진, 여과, 발전 제품을 제조하고 배급하는 미국의 다국적 기업이다. 커민스는 또한 연료 시스템, 제어 시스템, 유체 제어, 여과, 발산 제어, 발전 시스템, 트럭 등 엔진 및 관련 제품을 서비스한다.
본사는 인디애나주 콜럼버스에 있으며 약 190개국, 600곳 이상의 기업 및 독립 배급사, 약 7,200명의 딜러망을 통해 판매한다.

## 같이 보기
- 고마쓰 제작소